# Lhotka (Malšín)
Lhotka (německy Hossenschlag) je zaniklá osada v okrese Český Krumlov v Jihočeském kraji. Stávala v Šumavském podhůří asi 1,5 kilometru severozápadně od Malšína.

## Název
Německá varianta názvu Hossenschlag souvisí s českým názvem vsi Hostinov a lze jej přeložit jako Hostinovu Lhotu. V historických pramenech se název vsi objevuje ve tvarech: Lhotka (1374), Lhotka, Lhota, Lhuotka (1378, 1379, 1380, 1389), Hossensslok (1616) a Hossenschlag (1720, 1841).

## Historie
První písemná zmínka o vesnici pochází z roku 1374.

## Obyvatelstvo
|           | 1869 | 1880 | 1890 | 1900 | 1910 | 1921 | 1930 | 1950 |
| --------- | ---- | ---- | ---- | ---- | ---- | ---- | ---- | ---- |
| Obyvatelé | 25   | 21   | 29   | 30   | 20   | 27   | 42   | 12   |
| Domy      | 5    | 4    | 4    | 4    | 4    | 4    | 4    | 2    |

## Obecní správa
Vesnice stávala v katastrálním území Horní Dlouhá. Při sčítání lidu v roce 1869–1910 byla Lhotka osadou obce Ostrov v okrese Kaplice. Při sčítání roku 1880 nebyla uvedena, v letech 1890–1910 byla znovu osadou Ostrova, později v letech 1921 a 1930 patřila k obci Horní Dlouhá a roku 1950 znovu k Ostrovu. V dalších letech Lhotka jako místní část zanikla.